# Sucha Dolna (Hawierzów)
Sucha Dolna (czes. Dolní Sucháⓘ, dawniej też Jáma Suchá, niem. Nieder Suchau) – część miasta Hawierzowa w kraju morawsko-śląskim, w powiecie Karwina w Czechach. Jest to także gmina katastralna o powierzchni 436,59 ha, położona w północnej części miasta. W 2009 liczba mieszkańców wynosiła 643, zaś w 2010 odnotowano 273 adresy. 

## Historia
Miejscowość po raz pierwszy wzmiankowana została w łacińskim dokumencie Liber fundationis episcopatus Vratislaviensis (pol. Księga uposażeń biskupstwa wrocławskiego), spisanej za czasów biskupa Henryka z Wierzbna ok. 1305 w szeregu wsi zobowiązanych do płacenia dziesięciny biskupstwu we Wrocławiu, w postaci item in Sucha utraque. Zapis ten oznaczał, że istniały już dwie wsie o tej nazwie (utraque - obie, zapewne Górna i Dolna, w późniejszym okresie określana jako Sucha Inferior), a brak określenia liczby łanów, z których będzie płacony podatek wskazywał, że wsie była w początkowej fazie powstawania (na tzw. surowym korzeniu), co wiąże się z przeprowadzaną pod koniec XIII wieku na terytorium późniejszego Górnego Śląska wielką akcją osadniczą. Wsie politycznie znajdowały się wówczas w granicach utworzonego w 1290 piastowskiego (polskiego) księstwa cieszyńskiego, będącego od 1327 lennem Królestwa Czech, a od 1526 roku w wyniku objęcia tronu czeskiego przez Habsburgów wraz z regionem aż do 1918 roku w monarchii Habsburgów (potocznie Austrii).
Po zniesieniu poddaństwa miejscowość stanowiła gminę (z przysiółkiem Kasparkowitz) na Śląsku Austriackim, w powiecie sądowym Frysztat, najpierw w powiecie cieszyńskim, potem w samodzielnym powiecie politycznym Frysztat. Już pod koniec XVIII wieku w okolicy odnaleziono pokłady węgla, co przyczyniło się do rozwoju ekonomicznego i demograficznego okolicy jak i samej Suchej Dolnej, szczególnie w drugiej połowie XIX wieku. Od 1880 do 1910 roku liczba mieszkańców wzrosła z 944 do 2237, m.in. dzięki znacznej imigracji z Galicji, którzy jednak łatwo ulegali czechizacji. Deklaracje językowe w ostatnich czterech spisach austriackich często zmieniały się. Według spisu z 1880 osoby czeskojęzyczne stanowiły 94,3% a polskojęzyczne jedynie 2,9% (niemieckojęzyczne 2,8%). W 1890 było to już kolejno 55,9% i 44,1%. W 1900 większość stanowiły już natomiast deklaracje języka polskiego (56,7%) i do 1910 wzrosła do 58,9%, kiedy deklaracje języka czeskiego zmalały z 42,6% w 1900 do 38,1% w 1910 (57 (2,6%) było niemieckojęzycznymi). 1344 (60,1%) było katolikami, 862 (38,5%) ewangelikami, 21 (0,9%) wyznawcami judaizmu a 10 innej religii lub wyznania.
Pod względem politycznym miejscowość była zdominowana przez socjalistów. W pierwszych powszechnych wyborach do parlamentu wiedeńskiego w latach 1907 i 1911 dwukrotnie wygrał tu ze znaczą przewagą nad przeciwnikami polski socjalista Tadeusz Reger. Jedynie w 1911 Franciszek Halfar zdobył około 1/6 głosów, podczas gdy czeski socjaldemokratyczny kontrkandydat Regera nazwiskiem Gardawski zdobył znikomy procent głosów.
W miejscowości znajdowała się kopalnia węgla kamiennego, założona w 1905 jako Kaiser Franz Joseph Schacht. Wydobycie rozpoczęło się w latach 1911-1912.
Po I wojnie światowej doszło do polsko-czechosłowackiego sporu granicznego o Śląsk Cieszyński. Według porozumienia lokalnych organów władzy Sucha Średnia i Sucha Dolna zostały podporządkowane czechosłowackiej administracji, a Sucha Górna polskiej. Nazwę gminy zmieniono na Jáma Suchá. W październiku 1938 została wraz z Zaolziem zaanektowana przez Polskę, a w II wojnie światowej przez nazistowskie Niemcy. Po wojnie przywrócona Czechosłowacji. W 1949 kopalnia została przemianowana na Důl Dukla. W kopalni wydobyto łącznie ponad 100 milionów ton węgla. Ostatnia wieża kopalni, mierząca 96 metrów, została zburzona 19 czerwca 2008.